# Benjamin Lüthi
Benjamin Lüthi (* 30. November 1988) ist ein ehemaliger Schweizer Fussballspieler.

## Karriere
Benjamin Lüthi entstammt der Talentschmiede des FC Thun. Am 20. Juli 2003 stiess der Mittelfeldspieler, der bevorzugt auf der rechten Aussenbahn antrat, zum Berner Oberländer Verein. Er durchlief zunächst erfolgreich sämtliche Nachwuchsstationen bis hin zur U-21. So gewann er beispielsweise in der Saison 2004/05 mit seinen Teamkollegen den U-19-Meistertitel. Am 29. Juli 2006 kam Lüthi in der Axpo Super League, der höchsten Schweizer Spielklasse, zu seinem Debüt für die 1. Mannschaft. Beim Spiel gegen den Grasshopper Club Zürich wurde er in der 57. Minute eingewechselt. Der damals 17-Jährige, dem eine gesunde Aggressivität nachgesagt wurde, sah bereits vier Minuten später die erste gelbe Karte seiner Profikarriere. Im Spätsommer zog er sich erstmals eine ernsthafte Verletzung zu. Bei einer Partie kam es zu einem Zusammenstoss mit einem anderen Spieler, und Lüthi blieb mit einer Hirnerschütterung und einem Blutgerinnsel im Gehirn bewusstlos liegen.
Unter dem damaligen Trainer Heinz Peischl bestritt Lüthi 2006/07 drei weitere Partien in der Super League. Unter Peischls Nachfolger René van Eck tat sich der Nachwuchsspieler dann zunächst schwer, auch aufgrund weiterer Verletzungen. Während der Saison 2007/08 kam der Mittelfeldspieler nur zu sechs Meisterschafts-Einsätzen für die 1. Mannschaft und verstärkte vermehrt die U-21.
Unvermittelt folgte eine schwierige Phase für den Berner Oberländer Verein. Der FC Thun bestritt zwar am 27. Februar 2008 noch den Cup-Halbfinal gegen den FC Basel, verlor diesen jedoch genauso wie den Kampf gegen den sich abzeichnenden, forcierten Abstieg in die zweithöchste Spielklasse. So kam es, dass der FC Thun ab der Saison 2008/09 neu in der Challenge League antrat.
In dieser Spielzeit gehörte Lüthi dann zur Stammelf. Im Sommer 2009 verletzte er sich und fiel für zwei Monate aus, wurde danach aber wieder regelmässig eingesetzt und entwickelte sich in der Rückrunde 2009/10 gar zu einem der Leistungsträger. Der Berner Oberländer Verein wurde 2010 Challenge-League-Meister und stieg, auch dank Lüthis Leistungen, in die Axpo Super League auf.
Lüthis ursprünglich bis 2011 laufender Vertrag wurde Ende Mai 2010 vorzeitig bis 2013 verlängert. Danach war er eine Zeitlang ohne Verein.
Ab Januar 2015 war er beim Grasshopper Club Zürich unter Vertrag.
Im Dezember 2016 gab Lüthi mit 28 Jahren sein Karriereende bekannt.

## Titel und Erfolge
- 2004/05 U-19-Meister mit der FC Thun U-19
- 2009/10 Challenge-League-Meister mit dem FC Thun[13][14][15]

## Privates
Benjamin Lüthis Vater Markus Lüthi ist seit dem 2. Oktober 2012 Präsident des FC Thun und stiess somit erst zwei Jahre nach seinem Sohn zum Berner Oberländer Fussballclub.